# Néstor Lorenzo
Pour les articles homonymes, voir Lorenzo.
Néstor Gabriel Lorenzo est un footballeur argentin, né le 26 février 1966 à Buenos Aires. Il évoluait au poste de défenseur avant de devenir entraîneur.

## Carrière

### Carrière de joueur
Néstor Lorenzo commence sa carrière de footballeur à l'Argentinos Juniors, club de la banlieue de Buenos Aires en Argentine. Lors de l'année 1989 il prend la direction de l'Europe, où il joue à l'AS Bari, en Italie, puis à Swindon Town, dans le championnat d'Angleterre. Il retourne ensuite dans son pays d'origine, où il joue à San Lorenzo, puis à Ferrocarril Oeste, et enfin au prestigieux club de Boca Juniors. Il termine sa carrière de joueur à l'Atlético Banfield en 1997.
Lorenzo participe à la Coupe du monde 1990 avec l'équipe d'Argentine. Il prend part à la finale perdue face à l'Allemagne. De 1989 à 1990, il reçoit 13 sélections en équipe d'Argentine et inscrit un but sous les couleurs de son pays.

## Palmarès

### Palmarès de joueur
| Argentinos Juniors - Copa Interamericana (1) : - Vainqueur : 1985. |  | AS Bari - Coupe Mitropa (1) : - Vainqueur : 1990. |

### Palmarès d'entraîneur
FBC Melgar
- Tournoi d'ouverture (1) :
  - Vainqueur : 2022-A.